# Symmetry (banda)
Symmetry es un dúo musical instrumental estadounidense formado por Johnny Jewel y Nat Walker de Chromatics.
A finales de 2010, el director Nicolas Winding Refn y el actor principal Ryan Gosling le pidieron a Jewel que se encargara de poner música a la película "Drive". Colaboró con Walker, pero su material finalmente no se utilizó. Sin embargo, la banda sonora de la película incluyó música previamente lanzada de Chromatics y de Desire, ambos en el sello Italians Do It Better de Jewel.
A continuación Jewel y Walker formaron Symmetry, y reelaboraron y expandieron las pistas originales, terminando con nueve horas de música, dos horas de las cuales fueron lanzadas como un LP titulado "Themes For An Imaginary Film" (Temas para una película imaginaria) en 2011. En 2011, también lanzaron un LP promocional titulado The Messenger, en una edición limitada de 1500 copias en vinilo transparente. En octubre de 2013, se lanzó un video de la canción The Hunt a través de YouTube. En 2017, The Messenger fue relanzado con nuevos temas adicionales.
Symmetry se ha presentado en vivo a nivel internacional en eventos privados para varias líneas de moda, incluidas Gucci y Chanel. Su canción The Hunt se utiliza como tema principal de la serie de televisión estadounidense "Those Who Kill" (Los que matan) en A&E.
El 3 de febrero de 2015, Symmetry lanzó un remix de la pista de Chromatics Yes (Love Theme To Lost River), la música del tráiler de la primera película de Ryan Gosling como director, Lost River.